# Милан Шуфлај
Милан Шуфлај (хрв. Milan Šufflay; Лепоглава, 8. новембар 1879 — Загреб, 19. фебруар 1931) је био хрватски историчар и књижевник чији се рад пре свега односи на издавање различите дипломатичке грађе.
Био је студент Тадије Смичикласа  и његов рани рад углавном се односи на сарадњу са овим истакнутим хрватским историчарем. Био је активан у политичком животу. Због веза са хрватском емиграцијом  био је осуђен на затворску казну од три године и шест месеци 1921. Након половине казне коју је служио у затвору у Сремској Митровици, био је пуштен на слободу, али му је имовина била одузета. Убијен је у атентату 1931.
Током читаве научне каријере интензивно је радио на издавању дипломатичке грађе. Ова грађа претежно се односи на територије које су 1912. године биле укључене  у састав албанске државе. Бавио се такође и публицистичким радом и белетристиком (написао је два романа).

## Важнији радови
- Thallóczy, Ludovicus; Jireček, Constantinus; Sufflay, Emilianus, ур. (1913). Acta et diplomata res Albaniae mediae aetatis illustrantia. 1. Vindobonae: Typis Adolphi Holzhausen.
- Thallóczy, Ludovicus; Jireček, Constantinus; Sufflay, Emilianus, ур. (1918). Acta et diplomata res Albaniae mediae aetatis illustrantia. 2. Vindobonae: Typis Adolphi Holzhausen.